# Рич Суон
Ричард „Рич“ Суон е американски професионален кечист. Подписал е с WWE, където се бие в шоуто Първична сила и е бивш Шампион в полутежка категория на WWE. Той е най-добре познат за работата си в Американските независими компании като Evolve, Full Impact Pro (FIP) и Pro Wrestling Guerrilla (PWG). Той също е работил в компании като Chikara, Combat Zone Wrestling (CZW), Dragon Gate, Dragon Gate USA и Jersey All Pro Wrestling (JAPW). Той е двукратен Световен шампион в тежка категория на FIP и еднократен шампион на Освободената порта на Съединените щати, порта на Оуарай и Триъгълна порта.

## Ранен живот
Суон е роден и израснал в Балтимор, Мериленд. Когато е на 14 години, баща му е убит, а майка му умира години по-късно, след което Суон „се предава“ и започва да употребява кокаин. Обаче след като дилъра му умира от инфаркт, Суон, с помощ от леля си, спира с кокаина, купува апартамент и завършва гимназия.

## Професионална кеч кариера

### Ранна кариера
Суон първоначално тренира кеч на 14 години през 2005 с Адам Флаш, Дарън Уайс и Рей Александър в Йорк, Пенсилвания. Прави дебюта си през 2008, работейки под имената Рич Мъни и Ел Негро Мистерио. Вдъхновителите на Суон включват Сайкосис, Еди Гереро, Чаво Гереро, Рей Мистерио, Роб Ван Дам, Джери Лин, Супер Луд и Харди Бойз.

### Combat Zone Wrestling (2009 – 2013)
През 2009, Суон тренира с Ди Джей Хайд, Дрю Гулак, Рукъс и Сейбиън в школата за тренировки на Combat Zone Wrestling (CZW) и прави дебюта си в компанията на 9 май 2009, биейки се в тъмен мач, където е победен от Сейбиън. Суон дебютира в главно шоу а 13 юни с победа над Крис Хало. На 10 октомври, Суон участва в турнир за определяне на първия Телевизионен шампион в бодлива тел на CZW. След победа срещу Джо Гейси, е елиминиран от Адам Коул в неговия мач от втори кръг на 14 ноември. На 30 януари 2010, Суон сформира отбора „Ирландско изхвърляне“ с Райън Макбрайд, побеждавайки Испанската Армада (Алекс Колон и Ел Джей Круз) в първия им мач заедно. След победа над Конспирация Суичблейд (Джо Гейси и Сами Калихан) на 13 февруари, Суон и Макбрайд получават шанс за Световните отборни титли на CZW на 13 март, но са победени от Най-добрите наоколо (Брус Максуел и Ти Джей Кенън). След това, Ирландско изхвърляне побеждават отборите Прословути Инк. (Дивон Муун и Дрю Блъд), Боговете от Гардън Стейт (Корвис Фиър и Майк Куест), и Отбор Макшън (Кърби Мак и Ти Джей Мак). На 7 август, Суон неуспешно предизвиква Дрю Гулак за Телевизионната титла в бодлива тел на CZW. На 10 септември, Суон и Макбрайд участват в турнир за определяне на новите Световни отборни шампиони на CZW, побеждавайки Отбор Макшън в първия кръг. Обаче, на 13 ноември те са елиминирани от турнира в полуфинала от Най-желаните от Фили (Сейбиън и Джокер). На 7 януари 2011, изхвърлянето е победено от Бежанците (Джо Гейси и Райън Слейтър), което се оказва последният мач на отбора им заедно.
След като два пъти се проваля да се класира за турнира Най-добрият сред най-добрите 10 и неуспешно предизвиква Адам Коул за Световната титла в полутежка категория на CZW, Суон започва кариерата си в CZW наново, но на 14 май 2011 губи срещу Алекс Колон. След мача Роби Мирено, Рукъс и Криси Ривера влизат на ринга и обявяват, че реформират Блекаут, преди да предложат на Суон и Колон места в групировката, които те приемат. С неговите нови съотборници, Суон формира нова, вълнуваща и популярна версия на една от най-отличените групи в CZW. След шестмесечна почивка от CZW, по време на която Суон представя Блекаут в Япония, Суон се връща в компанията на 12 ноември, където той, Колон и Рукъс побеждават Алекс Пейн, Джо Гейси и Райън Слейтър в отборен мач между шестима. На 14 януари 2012, Суон получава друг шанс за Световната титла в полутежка категория на CZW, но не успява да победи Сами Калихан. През 2012 Суон започва да прекарва повече време в Япония, довеждайки неговото кратко време в Блекаут, както и в началото на годината, когато Алекс Колон и Криси Ривера напускат и сформират новата групировка 4Локо. След друга седем-месечна почивка от CZW, Суон се връща в компанията на 11 август, губейки от новобранеца Шейн Стрикланд в индивидуален мач. Двамата имат реванш на 8 септември, който Стрикланд отново печели. След мача Суон се опитва да стисне ръката на Стрикланд, но го поваля със завъртащ ритник. На 10 ноември Суон първо неуспешно предизвиква Масада за Световната титла в тежка титла на CZW по време на следобедно шоу, също проваляйки се да спечели Телевизионната титла в бодлива тел на CZW от Ей Ар Фокс в четворен мач, включващ Лъки 13 и неговия съперник Шейн Стрикланд. Суон и Стрикланд правят трети мач взаимно на 8 декември на Смъртна клетка 14, където Суон отбелязва първата победата от новобраеца. Суон получава друг шанс за ТВ титлата в бодлива тел на CZW на 9 февруари 2013, на четиринайсетото годишно шоу на CZW, но отново губи от Ей Ар Фокс.

### Dragon Gate (2010 – 2015)
На 24 юли 2010 Суон прави дебюта си в Dragon Gate USA, побеждавайки Скот Рийд на записването на турнира Освобождаване на Дракона. На 11 септември Суон прави своя дебют в близката компания на Dragon Gate USA, Evolve, участвайки в шесторен мач, който е спечелен от Джони Гаргано. Суон се завръща в Dragon Gate USA по време на уикенда 25/26 септември, участвайки в четворен и шесторен мач, спечелени от Чък Тейлър и Броди Лий. На 29 октомври на Бушидо: Кодът на война, първият интернет pay-per-view турнир на живо на Dragon Gate USA, Суон е победен в индивидуален мач от Хомисайд. След мача, Суон е поздравен от Остин Ейрис, който предлагайки му да му стане протеже. Обаче след като Ейрис е победен от Масато Йошино, Суон отказва офертата. По-късно на същото шоу Суон, Чък Тейлър и Джони Гаргано атакуват Чима и Рикошет, преди да обявят, че няма да участват в нито една от групировките на Dragon Gate USA, и вместо това сформират нова, на име „Ронин“. Злата групировка Ронин участва в първия си мач заедно на следващия ден на Свободна битка, побеждавайки Ейрис, Генки Хоригучи и Рикошет в отборен мач между шестима. На 28 януари 2011 на Обединяване: Ню Йорк Сити, Суон е победен от Ейрис в индивидуален мач. По време на същия уикенд Ронин започва вражда с Кръвните войни, нова зла групировка, командвана от Чима, правейки Ронин добрите. На 1 март Суон и останалото от Ронин започват първото турне в Япония с родителската компания на Dragon Gate USA, Dragon Gate. По време на турнето, което е до 15 март, Ронин главно работи в мачове срещу Кръвните войни. На 4 3 април, на Освобождаване на Свободната порта, Остин Ейрис, който губи мач, където той залага своята кариера в Dragon Gate USA, преструвайки се, че се присъединява към бившите си врагове от Ронин, но вместо това им обръща гръб, присъединявайки се към Кръвните войни. На 3 юни, на Без страх 2011, Суон е победен в индивидуален мач от водача на Кръвните войни Чима, след намеса от Ейрис. Два дена по-късно на Освобождаване на Дракона 2011, Суон и Гаргано са в отбор с Масато Йошино в елиминационен отборен мач между шестима, където побеждават представителите на Кръвните войни Остин Ейрис, Броди Лий и Чима.
На 8 юни 2011 Суон, без Чък Тейлър и Джони Гаргано, започва второто си турне на Dragon Gate. По време на турнето, Суон се съзява с вражеската фрупировка на Кръвните войни, Връзка три. На 24 юли, Суон неуспешно предизвиква Наоки Танизаки за Титлата на освободената смела порта, притежавана от Кръвните войни. На 6 август, Суон и съотборника от Връзка три Гама участват в Лятната приключенска отборна лига за 2011, но са победени в първич кръг от Кръвните войни Наруки Дой и Ясуши Канда. По време на турнето, Суон също показва своята комедийна страна, първо работейки под името „Рич Ичикауа“, а после „Суон Хансен“ в мач на 5 ноември, където побеждава Столкър Ичикауа за Титлата на Освободената порта Оуарай, комедийната титла по кеч на Dragon Gate. В средата на ноември, Суон се връща в САЩ за седмица, участвайки в събития на Dragon Gate USA. По време на събитията, Суон, Чък Тейлър и Джони Гаргано започват проблеми между тях. На 13 ноември, Свободна битка 2011, Суон отбелязва голяма победа, когато тушира член на Кръвните войни Акира Тозауа в отборен мач, където той и Чък Тейлър се бият срещу Тозауа и Би екс Би Хълк. Шест дни по-късно, Суон се връща в Япония и Dragon Gate. Турнето свършва с последното шоу на Dragon Gate за 2011 на 25 декември, по време на което Суон членовете на Връзка три Дракон Кид и Гама неуспешно предизвикват Кзай, Наруки Дой и Наоки Танизаки за Титлите на Освободената триъгълна порта. След мача, Танизаки атакува Суон и краде неговата Титлата на Освободена порта Оуарай, която след това остава без носител. Суон се връща в Dragon Gate през февруари 2012, а на 9 февруари, участва в отборен мач между 14 души, където Кръвните войни побеждават Връзка три, което води раздяла на групировката. В следващия мач, Суон се съюзява с новат групировка Международен Свят-1 срещу Мед Бланки, бившите Кръвни войни, подчинени и преименувани от Акира Тозауа. На 29 март, Суон отново прави малко завръщане в щатите, участвайки в съ-продуцирано събитие на Dragon Gate USA и CZW, в което Ронин са победени от представителите на Мед Бланки Тозауа, Би екс Би Хълк и Аполо Крус|Уа Нейшън, в троен триос мач, кйто също включва триото D.U.F. Ейрик Кенън, Пинки Санчез и Сами Сми Калихан. По време на шоуто на следващия ден Освобождаване на Върховната порта, Чък Тейлър обръща гръб на Джони Грагано, приключвайки с Ронин.
На 31 март, Изгрева на живак 2012, Суон участва в шесторен мач „Чък Тейлър с покани“, кйто е спечелен от Ел Дженерико. По-късно, на същото събитие Суон спасява на Гаргано от Тейлър, придружавайки бившия си партньор от залата. През април, Суон се връща в Dragon Gate за друго турне, по време на което отново се п1оявява като „Суон Хансен“. На 28 юли, Суон побеждава Чък Тейлър чрез дисквалификация в мач на Dragon Gate USA. На следващия ден, Освобождаване на Дракона 2012, Суон и члена на Меджународен Свят-1 Рикошет са победени от Ей Ар Фокс и Чима в мач за свободните Титли на Освободена съюзна порта. На 2 ноември, Без страх 2012, Суон тушира Чък Тейлър в отборен мач между шестима, където е в отбор с Ей Си Ейч и Чима, а Тейлър с членовете на новата групировка Клубът на джентълмените Дрю Гулак и Ориндж Касиди. Два дни по-късно на Свободна битка 2012, Суон побеждава Тейлър в мач без дисквалификации. На 4 февруари 2013, Суон се връща в Dragon Gate, в отбор с Масато Яшино в отборен мач, където побеждават Джими Кагетора и Джими Канда. На 3 март, Суон партнира с членовете на Международния Свят-1 Наруки Дой и Шачихоко Бой за Титлите на Освободената триъгълна порта, побеждавайки Джимитата (Генки Хоригучи Х. А. Джий. Мий!!, Г-н Кю Кю Наоки Танизаки Тойонака Делфин и Рио „Джими“ Сайто) за Титлите на Освободената триъгълна порта. На 10 май, Суон участва в първия си турнир Кралят на портата, но е елиминиран в първия кръг от Генки Хоригучи Х. А. Джий. Мий!!. На 1 юни, Суон получава шанс за Титлата на Освободената смела порта, но е победен от защитаващия шампион, Масато Яшино. На 5 юни, Суон, Дой и Шачихоко губят Титлите на Освободената триъгълна порта от М2К (Джими Сусуму, К-Нес и Масааки Мочизуки) във втората им заложба на титлите На 28 юли, Освобождаване на Дракона 2013, четвъртото годишно шоу на Dragon Gate USA, Суон партнира с члена на Международен Свят-1 Рикошет и губят от Йънг Бъкс (Мат Джаксън и Ник Джаксън) за Титлите на Освободената съюзна порта. На 22 септември, Развитие 24, Суон неуспешно предизвиква бившия съотборник от Ронин, Джони Грагано за Титлата на Освободената порта на свободата. Враждата между Суон и Гаргано кулминира на в мач „Край на Еволюция“ на 10 август 2014, където Суон печели. След мача, Суон е атакуван от Марката на Премиерния атлет Антъни Нийс Калеб Конли и Су Юнг, водейки до връщането на Гаргано на ринга, изгонвайки тримата навън.
На 3 септември Суон получава първия си шанс за Титлата на Evolve, но е победен от защитаващия шампион, Дрю Галоуей. На 10 януари 2015, Суон, Чък Тейлър и Джони Гаргано реформират Ронин и побеждават Братя Бравадо (Харлем и Ланселот) и Муус в мач, където губещия отбор трябва да се раздели. На 18 април, Суон и Гаргано побеждават Антъни Нийс и Калеб Конли и печелят Титлите на Освободената съюзна порта. На 30 май, Ронин успешно защитават титлите срещу Дрю Гулак и Трейси Уилямс. След мача, Гаргано обявява, че оттеглят Титлите на Освободената съюзна порта, след като Dragon Gate е минало и заявяват създаването на Отборните титли на Evolve. На 15 август, Суон обръща гръб на Гаргано, коствайки мача му срещу Итън Пейдж. Суон побеждава Гаргано на следваща нощ след намеса от Пейдж.

### Други кампании (2009 – 2015)
На 6 ноември 2009, Суон дебютира в Maryland Championship Wrestling (MCW) в родния си дом, неуспешно предизвиквайки Адам Карел, по-късно познат като Адам Коул, за Яростната телевизионна титла на MCW.
На 21 ноември 2009 Суон дебютира в Jersey All Pro Wrestling (JAPW), биейки се срещу треньора си Ди Джей Хайд, но губи. Суон се появява за втори път в компанията на 20 март 2010, където неупешно предизвиква Бандидо, младши за Титлата в полутежка категория на JAPW в петорен мач.
На 16 януари 2010 Суон печели първата си титла по кеч, когато побеждава Линсе Дорадо и става първият шампион в полутежка категория на Real Championship Wrestling (RCW). След успешна защита срещу Скъл, Суон губи титлата от Стив Диаз в троен мач със стълби, който включва Скъл на 5 юни 2010.
На 24 април 2010 Суон прави дебют в компанията Chikara, когато участва в четворния мач Рей де Воладорес, който е спечелен от Офидиан и включва също Чийч Хернандез и Файтмер. Суон се връща в компанията на 19 февруари 2011, когат неуспешно предизвиква Файтмер за Купата на младите лъвове на Chikara. На 20 септември 2014, Суон се завръща и участва в турнира за 2014 Рей де Воладорес, но е победен от Шайнрон в четворен мач, включващ Чък Тейлър и Тигре Уно.
На 7 ноември 2010 Суон прави дебют в Германската компания Westside Xtreme Wrestling (wXw), партнирайки с Бърн Фьор, Грег Отличния и Зак Сейбър, младши в отборен мач между осем души, където са победени от Адам Коул, Бик Джийз, Дрю Гулак и Карстен Бек.
На 3 декември 2010 Суон дебютира във Full Impact Pro (FIP), когато участва за Купата в памет на Джеф Патерсън за 2010 и побеждава Гризли Редууд в първия кръг. На следващия ден, побеждава Джигсоу и стига до полуфинала на турнира, където е победен от Сами Калихан. Суон се връща във FIP на 11 октомври 2013, когато неуспешно предизвиква Трент Барета за Световната титла в тежка категория на FIP. На следващия ден, мачът на Суон за Наследствената титла на Флорида на FIP с Гран Акума приключва до лимитното равенство на времето. На 6 декември, Суон се бие срещу Родерик Стронг в мач, който приключва без победител, след като двамата са атакувани от Отборните шампиони на FIP, Братя Бравадо (Харлем и Ланселот). Това води до отборен мач, където Строн и Суон побеждават Братя Бравадо и стават новите Отборни шампиони на FIP. На следващия ден, Насилието е отговорът, те запазват титлите срещу Андрю Евърет и Калеб Конли. Губят титлите от Джуйси Продукт (Дейвид Стар и Джей Ти Дън) на 2 май 2014. На 14 ноември, по време на турнето на родствената компания на FIP, WWNLive в Китай, Суон побеждава Трент Барета за Световната титла в тежка категория на FIP. Титлата му е отнета след травма на 20 февруари 2015. Суон си връща титлата от Родерик Стронг на 18 април. Губи я от Калеб Конли на 3 юли.
На 11 декември 2012 Суон прави дебют в Мексико в компанията Desastre Total Ultraviolento (DTU) в седморен елиминационен мач за Титлата в полутежка категория на AAA. Суон е последният елиминиран от Дага, който запазва титлата си. На 1 ноември 2013, Суон печели шесторен мач за Светкавичната титла на Florida Underground Wrestling (FUW). Той губи титлата от Хесус Де Леон на 26 септември 2014. На 15 март 2014, Инър Сити Машин Гънс правят поява в Английската комапния Revolution Pro Wrestling (RPW), побеждавайки Сабите на Есекс (Пол Робинсън и Уил Оспрей) и печелят Безспорните Британски отборни титли.

### Pro Wrestling Guerrilla (2012 – 2015)
На 27 октомври 2012 Суон дебютира в Pro Wrestling Guerrilla (PWG), губейки от Родерик Стронг. На втората си поява в компанията на 1 декември, Суон е победен от Ел Дженерико.
На 12 януари 2013 Суон е в отбор с Рикошет в Динамит властният турнир за отборните титли за 2013. Отборът, обявен като „Инър Сити Машин Гънс“, е елиминиран в първия кръг от Йънг Бъкс (Мат Джаксън и Ник Джаксън). Инър Сити Машин Гънс се завръщат и участват в Звездния уикенд 9 на PWG, побеждавайки отбора на Ей Ар Фокс и Самурай дел Сол по време на първата вечер на 22 март. На втората нощ са в отбор с Фокс в отборен мач между шестима, където са победени от Брайън Кейдж, Кевин Стийн и Майкъл Елджин. На 9 август, десетото годишно шоу на PWG, Инър Сити Машин Гънс неуспешно предизвикват Йънг Бъкс за Световните отборни титли на PWG в троен отборен мач със стълби, който включва ДоджоБроус (Еди Едуардс и Родерик Стронг). Суон се връща в PWG на 30 август и участва в Битката на Лос Анджелис за 2013, но е елиминиран от турнира в първия кръг от Майкъл Елджин. На 31 януари 2014 Инър Сити Машин Гънс стигат до финалите на Динамит властния турнир за Отборните титли за 2014, преди да загубят от Най-добрите приятели (Чък Тейлър и Трент?). На турнира на следващата година Инър Сити Машин Гънс побеждават Биф Бусик и Дрю Гулак в първия кръг, преди да бъдат победени от крайните победители Андрю Евърет и Тревър Лий в полуфинала.
Суон участва в своята трета поредна Битка за Лос Анджелис на 29 август 2015, но е победен в първия кръг от Марти Скърл. На следващия ден партнира с Рикошет, Анджелико и Финикс в отборен мач между осем души, където са победени от Планината Ръшмор 2.0 (Родерик Стронг, Супер Дракон и Йънг Бъкс). Това се оказва последната поява на Суон в PWG, преди да подпише с WWE.

### WWE

#### NXT и Полутежка класика (2015 – 2016)
След шоу на Evolve през 2014, рапърът Уале праща туит, твърдейки, че Суон и Уа Нейшън се нуждаят да бъдат в WWE, наричайки ги „бъдещото на бизнеса“. Това получава вниманието на Марк Хенри, който аранжира опит на WWE за Суон през септември 2014. Година по-късно, е обявено, че Суон е подписал развиващ се договор с компанията и е преместен в тяхната разбиваща се марка NXT на следващия месец. WWE официално обявяват подписването на Суон с NXT на 28 октомври. Суон прави дебют си на NXT хаус шоу на 30 октомври, биейки се в Хелоуин кралска битка, която е спечелена от Бейли. Суон прави дебют в индивидуален мач на хаус шоу на 20 ноември, губейки от Родерик Мос. Прави първата си телевизионна поява на 20 януари 2016, в епизод на NXT, губейки от Барън Корбин. На 23 март, на NXT, Суон е победен от Шампиона на NXT Фин Бáлър. На 13 юни, Суон е обявен като участник в предстоящия турнир Полутежка класика. Турнира започва на 23 юни, когато Суон побеждава Джейсън Лий в първия кръг. На 14 юли, Суон побеждава Линсе Дорадо във втория кръг. На 26 август, Суон е елиминиран от турнира в четвъртфиналите от Ти Джей Пъркинс.

#### Първична сила(от 2016 г.)
На 22 август 2016, в епизод на Първична сила, Суон е обявен като част от предстоящата дивизия в полутежка категория. Суон прави дебюта си на Първична сила на 19 септември, бие в четворен мач, който е спечелен от Брайън Кендрик и включва също Седрик Алекзандър и Гран Металик.

## В кеча
- Финални ходове
  - Като Рич Суон
    - Chicken Fried Driver (Spinning vertical suplex piledriver)[3][7]
    - Five Star Swann Splash[6][7] (Frog splash)[103]
    - Rich Kick[4] / Standing 450° splash,[3][5][6][7] понякога imploding[7]

  - Като Суон Хансен
    - Western Lariat (Lariat)[2][70] – пародирано от Стан Хансен
- Ключови ходове
  - Backflip Nika Kick (Backflip kick)[3]
  - Handspring cutter[68][140][141][142]
  - Leap from Swann Pond (Rolling thunder в standing frog splash)[9][3][143]
  - Standing Shooting-Swann Press (Standing shooting star press)[3]
  - Standing top rope hurricanrana[68][144][145][146]
  - Swannaca-rana (Hurricanrana)[3]
  - Tornado Spin Kick[7] (540 kick)[6]
- Прякори
  - „Г-н Изправен 450“[3]
- Входни песни
  - Fight Like This на Decyfer Down[4] (CZW)
  - I'm on a Boat на The Lonely Island[3] (CZW)
  - Ronin Baby! на Rich Swann[147] (DG / DGUSA)
  - Junction, Baby! на Rich Swann[9] (DG / DGUSA)
  - World-1 Baby! на Rich Swann[148] (DG / DGUSA)
  - All Night Long (All Night) на Lionel Richie[149] (DG / DGUSA / PWG)

- Around the World на CFO$ (WWE; от 20 януари 2016 г.)

## Шампионски титли и отличия
- Dragon Gate
  - Шампион на Освободената порта Оуарай (1 път)[2]
  - Шампион на Освободената триъгълна порта (1 път) – с Наруки Дой и Шачихоко Бой[76]
- Evolve Wrestling
  - Шампион на Освободената съюзна порта (1 път) – с Джони Гаргано[86]
- Full Impact Pro
  - Отборен шампион на FIP (1 път) – с Родерик Стронг[102]
  - Световен шампион в тежка категория на FIP (2 пъти)[105][107]
  - Грохот във Флорида (2014) – с Калеб Конли[151]
- NWA Florida Underground Wrestling/NWA Signature Pro
  - Светкавичен шампион на FUW (1 път)[110]
- Pro Wrestling Illustrated
  - PWI го класира като #119 от топ 500 индивидуални кечисти в PWI 500 през 2015[152]
- Real Championship Wrestling
  - Шампион в полутежка категория на RCW (1 път)[92]
- Revolution Pro Wrestling
  - Безспорен Британски отборен шампион (1 път) – с Рикошет[111][112]
- SoCal Uncensored
  - Мач на годината (2013) с Рикошет срещу ДоджоБроус (Еди Едуардс и Родерик Стронг) и Йънг Бъкс (Мат Джаксън и Ник Джаксън) на 9 август[153]
- WWE
  - Шампион в полутежка категория на WWE (1 път)